# 25 kopiejek – 50 groszy (1842–1850)
25 kopiejek – 50 groszy (1842–1850) – dwunominałowa moneta o wartości dwudziestu pięciu kopiejek i jednocześnie pięćdziesięciu groszy, przygotowana dla Królestwa Kongresowego w konsekwencji ukazu carskiego z 15 października 1841 r., unifikującego z dniem 1 stycznia 1842 r. systemy monetarne Królestwa i Imperium Rosyjskiego. Była monetą obiegową na całym obszarze Imperium. Bito ją w mennicy w Warszawie, w srebrze, w latach 1842–1850, według rosyjskiego systemu wagowego – zołotnikowego, opartego na funcie rosyjskim.

## Awers
Na tej stronie umieszczono orła cesarstwa rosyjskiego – dwugłowy orzeł z trzema koronami, w prawej łapie trzyma miecz i berło, w lewej jabłko królewskie, na piersi tarcza herbowa ze Św. Jerzym na koniu powalającym smoka, wokół tarczy łańcuch z krzyżem Św. Andrzeja, na skrzydłach orła sześć tarcz z herbami – z lewej strony Kazania, Astrachania, Syberii, z prawej strony Królestwa Polskiego, Krymu i Wielkiego Księstwa Finlandii. Na dole, po obu stronach ogona orła, znajduje się znak mennicy w Warszawie – litery M W, dookoła napis:

ЧИСТАВО СЕРЕБРА 1 ЗОЛОТНИКЪ 5 ¼ ДОЛЕЙ.

W roku 1848 niewielkiej zmianie uległ rysunek orła, szczególnie okolice jego ogona.

## Rewers
Na tej stronie w wieńcach laurowym (z lewej) i dębowym (z prawej) przewiązanych wstążką u dołu, umieszczono nominał „25", pod nim „КОПѢЕКЪ”, poniżej nominał „50", pod nim „GROSZY”, poniżej rok bicia: 1842, 1843, 1844, 1845, 1846, 1847, 1848 lub 1850. Wieńce laurowy i dębowy składają się z sześciu kępek każdy. W wieńcu laurowym umieszczono po kolejnych kępkach jagody – licząc od góry po pierwszej jedna, po drugiej jedna, po trzeciej dwie, po czwartej jedna i piątej dwie jagody. W wieńcu dębowym umieszczono po kolejnych kępkach żołędzie – licząc od góry po pierwszej jeden, po drugiej dwa, po trzeciej jeden, po czwartej i piątej po dwa żołędzie. Rysunek rewersu został zmodyfikowany w 1848 r. Zmianie uległa wtedy konfiguracja jagódek i żołędzi, która dla roczników 1848 i 1850 przedstawiała się następująco:
- w wieńcu laurowym – po kępkach pierwszej, drugiej, trzeciej i piątej po dwie jagody, po czwartej trzy jagody,
- w wieńcu dębowym – po wszystkich kępkach po dwa żołędzie.

## Opis
Monetę bito w mennicy w Warszawie, w srebrze próby 868, na krążku o średnicy 24,5 mm, masie 5,2 grama, z rantem skośnie ząbkowanym. Według sprawozdań mennicy w latach 1842–1850 w obieg wypuszczono 1 498 114 monet.
Stopień rzadkości poszczególnych roczników przedstawiono w tabeli:
| Rocznik                      | Stopień rzadkości | Szacowana liczba egzemplarzy | Zdjęcie |
| ---------------------------- | ----------------- | ---------------------------- | ------- |
| 25 kopiejek – 50 groszy 1842 | R2                | 3001–15 000                  |         |
| 25 kopiejek – 50 groszy 1843 | R2                | 3001–15 000                  |         |
| 25 kopiejek – 50 groszy 1844 | R3                | 601–3000                     |         |
| 25 kopiejek – 50 groszy 1845 | R2                | 3001–15 000                  |         |
| 25 kopiejek – 50 groszy 1846 | R                 | 80 001–400 000               |         |
| 25 kopiejek – 50 groszy 1847 | R                 | 80 001–400 000               |         |
| 25 kopiejek – 50 groszy 1848 | R1                | 15 001–80 000                |         |
| 25 kopiejek – 50 groszy 1850 | R1                | 15 001–80 000                |         |

Ponieważ daty na monecie mieszczą się w latach panowania Mikołaja I, więc w numizmatyce rosyjskiej zaliczana jest do kategorii monet tego cara.
Liczba znanych odmian łącznie z wszystkich lat bicia wynosi 11